# لويس فاغنر
لويس فاغنر (بالفرنسية: Louis Wagner)‏ (5 فبراير 1882 فرنسا - 13 مارس 1960 فرنسا) هو لاعب كرة قدم فرنسي، شارك في لو مان 24 ساعة.

## وصلات خارجية
- لويس فاغنر على موقع IMDb (الإنجليزية)

لويس فاغنر على موقع قاعدة بيانات كرة القدم.إي يو (الإنجليزية)
- لويس فاغنر على موقع Racing-Reference.info (الإنجليزية)
- لويس فاغنر على موقع DriverDB.com (الإنجليزية)